# Ogólnopolskie Konfrontacje Kapel Dudziarskich
Ogólnopolskie Konfrontacje Kapel Dudziarskich – cykliczna impreza dudziarska odbywająca się w Poznaniu, mająca na celu ochronę muzyki dudziarskiej, a także rzadkich i cennych instrumentów muzycznych, na których jest ona wykonywana.
Pierwsze Konfrontacje zorganizowano w 1976, a jednym z jej inicjatorów była prof. Jadwiga Sobieska. Od połowy lat 80. XX wieku imprezę zawieszono, by wznowić ją w 2002 z inicjatywy Oddziału Poznańskiego Stowarzyszenia Polskich Artystów Muzyków przy współudziale Wojewódzkiej Biblioteki Publicznej i Centrum Animacji Kultury w Poznaniu. Pomoc finansową zapewnił Urząd Miasta Poznania. Od 2003 współorganizatorem jest Centrum Kultury Zamek (udostępnia przestrzenie). Na imprezę składają się:
- konkurs kapel dudziarskich i solistów,
- konkurs budowniczych instrumentów z rodziny dud,
- seminarium naukowe (od 2002) z udziałem muzykologów i instrumentologów poruszające problematykę tworzenia warunków sprzyjających dalszemu trwaniu dudziarskiej praktyki wykonawczej[2].